# Альтамирано, Рикардо Даниэль
Рика́рдо Даниэ́ль Альтамира́но (исп. Ricardo Daniel Altamirano; 12 декабря 1965 года, Лагуна-Паива, Аргентина) — в прошлом аргентинский футболист, защитник.

## Карьера

### Клуб
Выпускник молодёжной академии клуба «Унион Санта-Фе». В 21 год он начал играть в аргентинской футбольной лиге. В 1988 году он перешёл в «Индепендьенте», где играл до 1992 года, выиграв титул чемпиона страны. В 1992 году он сменил клуб на «Ривер Плейт», где играл до 1997 года, выиграв четыре чемпионата и Кубок Либертадорес.

### Национальная сборная
В аргентинской национальной сборной сыграл 27 матчей, выиграв два Кубка Америки — в Чили в 1991 году, и в Эквадоре в 1993 году.

## Титулы

### Клубные
- Аргентинский чемпионат: 5
  - Индепендьенте: 1988—1989
  - Ривер Плейт: 1993 (Апертура), 1994 (А), 1996 (А), 1997 (Клаусура)

### Международные
- Кубок Либертадорес: 1
  - Ривер Плейт: 1996
- Межамериканский кубок: 1
  - Ривер Плейт: 1997

### Национальные
- Кубок Америки: 2
  - Чили 1991, Эквадор 1993
- Кубок конфедераций: 1
  - 1992